# Ioannes római császár
Ioannes (? – 425 májusa) római trónbitorló császár 423 és 425 között.
Talán gót származású állami tisztviselő volt, akit a magister militum, Castinus tett 423-ban császárrá. Uralmát a keleti birodalomrészbe menekült Galla Placidia és köre nem ismerte el. Ioannes a császári rezidencia főnöke (cura palatii) tisztségére – a történelemben később nagy szerepet játszó – Aetiust emelte. Amikor 425-ben a keleti II. Teodosius csapatokat küldött ellene, Ioannes a hunokhoz küldte Aetiust segítségért. Reményei nem teljesültek, ő maga pedig Teodosiusék fogságába esett. Ezt követően Galla Placidia parancsára megkínozták, majd megölték.